# بيبينا
بيبينا، (بالإنجليزية: Bibbiena)‏، هي بلدة و(بلدية) في مقاطعة أريتسو، توسكانا (إيطاليا)، تعتبر أكبر مدينة في وادي كاسنتينو. تقع على بعد 60 كيلومتراً (37 ميلًا) من فلورنسا، و 30 كيلومتراً (19 ميلاً) من أريتسو، و 60 كيلومتراً (37 ميلاً) من سيينا، و 20 كيلومتراً (12 ميلاً) من محمية لا فيرنا.

## السكان
في سنة 1861 بلغ عدد السكان 5٬439 نسمة، وتطور العدد ليصل في سنة 2011 لـ 12٬284 نسمة.
يظهر هذا المخطط البياني تطور النمو السكاني لـ بيبينا

## أعلام
- جوفاني بارتولوتشي
- لوكا ريتشي